# Asia Ortega
Pour les articles homonymes, voir Ortega.
Asia Ortega Leiva, née le 18 mai 1995 à Barcelone, est une actrice et danseuse espagnole.
Elle s'est notamment fait connaître avec sa participation à la série Les Filles du Rink (2019-2020) dans le rôle de Flor Vilamayor. Elle a aussi joué dans la série L'Internat : Las Cumbres (2021-2022) dans le rôle d'Amaia Torres. 

## Biographie

### Jeunesse et formation
Asia Ortega est née le 18 mai 1995 à Barcelone. Son père est argentin, clown de cirque de profession, et sa mère est une actrice espagnole. Depuis son plus jeune âge, Asia Ortega est ancrée dans le monde de l'art, et développe une grande passion pour le flamenco. 

### Carrière professionnelle
En 2017, Asia Ortega fait ses débuts au cinéma avec le film Quand les anges dorment, réalisé par Gonzalo Bendala et produit par Áralan Films. En 2018, elle incarne Sara, la fille de José Coronado, dans le film Ton fils, réalisé par Miguel Ángel Vivas et produit par Apache Films. En avril 2019, elle est au casting de la série Les Filles du Rink diffusée sur TV3, où elle incarne Flor Vilamayor pendant les deux saisons. En 2019, Asia Ortega signe pour la deuxième saison de Más de 100 mentiras diffusée sur la plateforme Flooxer d'Atresmedia.
En 2020, Asia Ortega participe au long-métrage Malnazidos, réalisé par Alberto de Toro et Javier Ruiz Caldera. Elle a également joué dans Hasta el cielo, un film de Daniel Calparsoro, aux côtés de Miguel Herrán et Carolina Yuste. En 2021, Asia Ortega incarne Amaia Torres dans la série L'Internat : Las Cumbres, adaptation de la série à succès El Internado : Laguna Negra diffusée entre 2007 et 2010 sur Antena 3. Après la diffusion de la première saison en février 2021, le renouvellement de la série pour une deuxième saison est annoncé, toujours avec Asia comme personnage principal, aux côtés d'Albert Salazar.  En avril 2021, elle participe épisodiquement à la série Netflix Innocent, où elle interprète Cassandre.
En février 2022, Asia Ortega est annoncée au casting de la série télévisée Hasta el cielo sur Netflix, basée sur le film du même nom sorti en 2020, dans lequel elle participait déjà dans un second rôle. 

## Filmographie

### Cinéma
- 2018 : Quand les anges dorment de Gonzalo Bendala : Gloria
- 2018 : Ton fils de Miguel Ángel Vivas : Sara
- 2020 : Hasta el cielo de Daniel Calparsoro : Sole
- 2021 : Malnazidos de Alberto de Toro et Javier Ruiz Caldera : Novia Pueblo

### Télévision
- 2017 : Centro médico (TVE) : Silvia (1 épisode)
- 2019 : Más de 100 mentiras (Flooxer) : Carlota (5 épisodes)
- 2019-2020 : Les Filles du rink (TV3) : Florencia «Flor» Vilamayor (26 épisodes)
- 2021 : Innocent (Netflix) : Cassandra (4 épisodes)
- 2021-2023 : L'Internat : Las Cumbres (Prime Video) : Amaia Torres (19 épisodes)
- 2022 : Hasta el cielo (Netflix) : Sole (8 épisodes)